# بيارن إريكسن (رسام)
بيارن إريكسن (بالنرويجية البوكمول: Bjarne Eriksen)‏ هو رسام نرويجي، ولد في 1882، وتوفي في 1970.